# Zektzerita

La zektzerita és un mineral de la classe dels inosilicats, i dins d'aquesta pertany a l'anomenat “grup de la tuhualita”. Va ser descoberta l'any 1976 al comtat de Okanogan de l'estat de Washington (Estats Units), sent nomenada així en honor de Jack Zektzer, recol·lector de minerals nord-americà.
Un sinònim és la seva clau: IMA1976-034.

## Característiques químiques
És un silicat de sodi, liti i zirconi. L'estructura molecular és la dels amfíbols, amb cadenes de tetraedres de sílice dobles amb període sis.

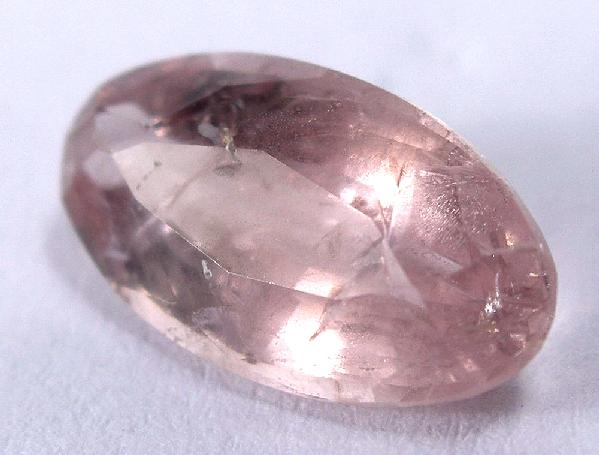
Zektzerita tallada.

A més dels elements de la seva fórmula, sol portar com a impureses: titani i hafni.

## Formació i jaciments
Es forma com un mineral secundari rar emplenant cavitats miarolítiques i com a grans aïllats en roques sienites alcalines, també en un granit amb riebeckita.
Sol trobar-se associat a altres minerals com: quars, microclina, egirina, riebeckita, astrofilita, zirconi o elpidita.

## Usos
Alguns rars exemplars transparents poden ser tallats com a gemmes i usats en joieria.